# سياوله رشيد
قرية سياوله رشيد (بالكردية: سیاوڵەی ڕەشید)‏ هي إحدى قرى ناحية قورة تو في قضاء خانقين ضمن الحدود الإدارية لمحافظة السليمانية لأنها ضمن مناطق إدارة كرميان في إقليم كردستان العراق.